# Pseudachorutes pratensis
Pseudachorutes pratensis is een springstaartensoort uit de familie van de Neanuridae. De wetenschappelijke naam van de soort is voor het eerst geldig gepubliceerd in 1973 door Rusek.